# Afrikanische Schnabelbrustschildkröte

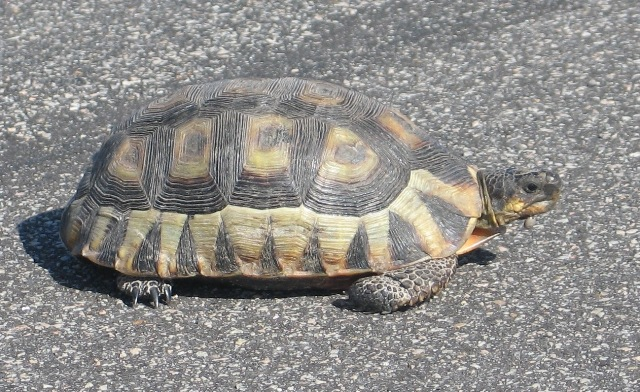
Farblich helleres Exemplar

Die Afrikanische Schnabelbrustschildkröte (Chersina angulata) ist eine Art aus der Familie der Landschildkröten und die einzige Art, die der Gattung Chersina zugerechnet wird. Sie ist in Südafrika und Namibia beheimatet.

## Erscheinungsbild
Ausgewachsene Männchen der Afrikanischen Schnabelbrustschildkröte haben eine Carapaxlänge von 22,5 bis 28,5 Zentimeter. Weibchen bleiben deutlich kleiner und haben eine Carapaxlänge zwischen 18,5 und 22,5 Zentimeter. Die Art hat in der Regel 10 Randschilde. Der Bauchpanzer ist etwas länger als der Rückenpanzer, der verhältnismäßig lang und schmal ist. 
Die Farbe des Rückenpanzers ist sehr variabel und reicht von einer hellen Hornfarbe über ein Gelblich-braun bis zu einem Oliv. Die einzelnen Wirbel- und Rückenschilde haben jeweils dunkle Ränder und eine dunkle Mitte, die sich deutlich von der helleren Schildmitte abhebt. Die Randschilde im vorderen Bereich und in der Körpermitte weisen dunkle Dreiecke auf einem hellen Untergrund auf. Der Bauchpanzer ist gelb bis gelb-rötlich. 
Männchen lassen sich an dem konkaven Bauchpanzer und dem längeren und dickeren Schwanz von den Weibchen unterscheiden.

## Verbreitung, Lebensraum und Lebensweise
Die Afrikanische Schnabelbrustschildkröte ist in Südafrika und Namibia beheimatet und kommt dort sowohl in Halbwüsten wie auch feuchteren Gebieten vor. Kennzeichnend für ihren Lebensraum sind heiße und trockene Sommer sowie kalte und durchaus regenreiche Winter. Die Afrikanische Schnabelbrustschildkröte bewohnt drei unterschiedliche Vegetationszonen. Die eine kennzeichnet sich durch einen Heide- und Grasbewuchs wie sie für den Süden und den Westen der Kapregion charakteristisch ist, Zonen mit Sukkulentenbewuchs sowie Dünendickichte mit immergrünen Bäumen und Sträuchern. 
Die Afrikanische Schnabelschildkröte ist ganzjährig aktiv. Während langen regenreichen und kühlen Wintern nutzt sie jedoch auch selbstgegrabene Höhlen. Sie ernährt sich überwiegend pflanzlich und ergänzt ihre Nahrung auch mit Schnecken. Sie frisst außerdem den Kot von Säugetieren. Das Gelege der Afrikanischen Schnabelschildkröte umfasst in der Regel nur ein Ei, in Ausnahmefällen auch zwei. Die Zeitdauer, bis aus dem Ei ein Jungtier schlüpft, ist abhängig von der Umgebungstemperatur und der Luftfeuchtigkeit. In der Regel vergehen zwischen Eiablage und Schlupf zwischen 90 und 125 Tage.

## Nachweise